# كلوريد البنزالكونيوم
كلوريد البنزالكونيوم هو كاتيون أمونيوم رابعي وهو مؤثر سطحي.

## الاستخدام الصيدلاني
عامل مضاد للأحياء الدقيقة، مطهر معقم، عامل محل ومرطب .
يُعتبر البنزالكونيوم أحد مركبات الأمونيوم الرباعية المستخدمة في الأشكال الصيدلانية كمادة مضادة للأحياء الدقيقة وحافظة بشكل مشابه للعوامل الفعالة سطحياً الموجبة الأخرى كالستيرميد وفي المستحضرات العينية يعد واحد من أوسع المواد الحافظة استعمالاً بتراكيز تتراوح بين 0.01-0.02% وزن/حجم وغالباً ما يستخدم بالمشاركة مع مواد حافظة أخرى أو سواغات خصوصاً EDTA ثنائي الصوديوم 0.1% وزن/حجم لتعزيز الفعالية المضادة لسلالات بسودوموناس pseuob monas .

## التأثير على صحة الجسم
يعتبر البنزالكونيوم كلورايد مادة غير مخرشة وغير محسسة وتُعتبر مادة جيدة التحمّل إذا استخدمت بشكل ممدد على الجلد والأغشية المخاطية.
لوحظ ظهور بعض الآثار الجانبية لدى استخدامه في الأشكال الصيدلانية ومن الممكن حدوث سمية ذاتية عندما يُطبق في الأذن، والتطبيق المزمن له على الجلد يمكن أن يكون مخرشاً ويسبب فرط حساسية.
من المعروف عن البنزالكونيوم كلورايد أنه يسبب تضيق قصبات عند مرضى الربو عند إدخاله في الرذاذات الدوائية ( spray ) بيَّنت تجارب دراسة السمية على الأرانب أنه بتراكيز عالية ضار لعين الأرنب ولكن على ما يبدو أن عين الإنسان أقل تأثُّراً حيث أنه يُستخدم في القطرات العينية 0.01% وزن/حجم كمادة حافظة وبدون آثار جانبية خطيرة.
لا يُعتبر البنزالكونيوم كلورايد مناسباً للاستخدام كمادة حافظة في المحاليل المستخدمة لحفظ وإزالة العدسات اللاصقة المحبة للماء حيث أنه من الممكن أن يبقى عالقاً بهذه العدسات ويمكن أن يسبب لاحقاً سمية عينية عند إعادة وضعها ثانية . خصوصاً والمحاليل بتراكيز أكبر من 0.03% وزن/حجم التي تدخل العين ويتطلب ذلك رعاية طبية عاجلة لتدارك الموقف.
من الممكن حدوث تخريش موضعي في الحلق والمري والمعدة والأمعاء بعد تعرضها لمحاليل ذات تراكيز أكبر من ( 0.1% وزن/حجم ).
تقدر الجرعة المميتة منه بـ ( 1-3 غ ) ومن التأثيرات الجانبية التي تعقب تناوله فموياً وهط وفقدان وعي. وتقود الجرعات السامة لشلل العضلات التنفسية، زلة، زرقة .
			LD50 (guinea pig,oral) = 200 mg/kg
			LD50 (mouse,IP) = 10 mg/kg
			LD50 (mouse,IV) = 10 mg/kg
			LD50 (mouse,oral) = 175 mg/kg
			LD50 (mouse,sc) = 64 mg/kg
			LD50 (rat,IP) = 14.5 mg/kg
			LD50 (rat,IV) = 13.9 mg/kg
			LD50 (rat,oral) = 240 mg/kg
			LD50 (rat,sc) = 400 mg/kg
			LD50 (rat,skin) = 1.56 g/kg

## سلامة الاستعمال
تختلف الاحتياطات المتبعة أثناء التعامل مع المادة باختلاف الكمية وظروف التعامل معها، حيث يعتبر مخرشاً للجلد والعين كما أن تعرض الجلد المتكرر له قد يقود إلى فرط حساسية. أما عند تطبيق محاليل مركزة منه بشكل مفاجئ على الجلد فهذا قد ينجم عنه آفات جلدية خطيرة من تآكل وتموّت في طبقات الجلد مع تشكل النُدب عليه، حيث يتوجب عند حدوث ذلك غسل المنطقة المصابة مباشرة بالماء، يتبعه استعمال محاليل الصابون . ومن الضروري ارتداء القفازات واللباس الواقي المناسب للجسم إضافة إلى حماية العين .

## التنافرات
يتنافر مع الألمنيوم – السيترات – القطن – هيدروالبيروكسيد – هيدروكسي بروبيـل متيل سيللوز – الكاؤولان – لانولين – النترات – البروتين – أملاح الفضة - الصوابين أوكسيد الزنك – سلفات الزنك – مزيج المطاط ومزيج البلاستيك.